# Ekskogen, Älgeby och Långsjötorp
Ekskogen, Älgeby och Långsjötorp – miejscowość (tätort) w Szwecji, w regionie administracyjnym (län) Sztokholm, w gminie Vallentuna. Według danych Szwedzkiego Urzędu Statystycznego liczba ludności wyniosła: 333 (31 grudnia 2015), 352 (31 grudnia 2018) i 357 (31 grudnia 2019).